# Ç

Ilustrace

Vývoj evropského Ç z vizigótského základu

Ç (minuskule ç) je písmeno používané například ve francouzštině, ázerbájdžánštině, albánštině, katalánštině, kurdštině, portugalštině a turečtině. Jeho grafická podoba je kombinací c a cedilly. V mezinárodní fonetické abecedě (IPA) se ç využívá k vyjádření neznělé palatální frikativy. V 10. – 15. století byla také používána ve španělštině k vyjádření neznělé alveolární afrikáty /ts/. Dnešní španělština – až na různé lokální dialekty a nářečí – tuto hlásku od reforem v 18. století nepoužívá, ovšem v rozmezí zmíněných staletí bylo ç přijato mnoha jazyky používajícími latinku.
Mezi jeho protějšky patří české a slovenské č, polská spřežka cz anebo znak cyrilice Ч.

## Kódy pro psaní Ç/ç
V ASCII „ALT + 128“ pro velké Ç a „ALT + 135“ pro malé ç. V Microsoft Windows pro velké "ALT+0199, pro malé "ALT+0231".